# Julián Castro Contreras
Julián Castro Contreras (Petare, 12 de junio de 1805-Valencia, 12 de junio de 1875) fue un militar y político venezolano. En 1858 comandó la llamada Revolución de Marzo contra el gobierno de José Tadeo Monagas y luego de su derrocamiento fue nombrado presidente, cargo que ocupó por 17 meses hasta el 2 de agosto de 1859, cuando fue depuesto. Su presidencia fue el preludio que desencadenaría la guerra civil más importante de la historia de Venezuela, la Guerra Federal.

## Primeros años

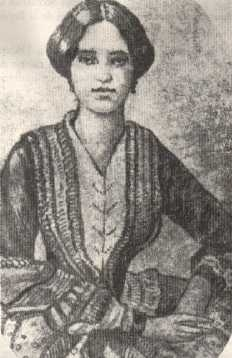
María Nieves Briceño, esposa de Julián Castro.

Nació en Petare el 12 de junio de 1805. Sus padres fueron Juan Manuel Castro y Margarita Contreras. Tenía un hermano, Inocente Castro. Ingresó al Ejército y en 1830 ostentó el grado de Alférez. En 1835, como capitán, participó en la Revolución de las Reformas que sacó del poder al presidente José María Vargas. Derrotado en el golpe, fue encarcelado, pero liberado algunos años después. Luego él y su hermano se mudaron a Bejuma.
Se casó con María Nieves Briceño, hija natural de José Laurencio Silva, héroe de la Guerra de Independencia de Venezuela, y tuvo cuatro hijos: Julián, Inocente, Ramón y Francisco de Paula.
A partir del ascenso de José Tadeo Monagas a la Presidencia en 1847, Castro comenzó a ascender en el sistema militar. En 1849 fue ascendido a Comandante. En 1849 fue comisionado para luchar contra José Antonio Páez, quien encabezó una insurrección contra Monagas, y se ganó cierta fama de valeroso. Tras varios ascensos, ascendió al grado de General de Brigada en 1853; al año siguiente, fue nombrado Comandante Militar de Valencia. En abril de 1856 Monagas nombró a Castro gobernador de Carabobo y lo ascendió a General de división.

## Revolución de Marzo
El 1 de marzo Julián Castro, se pronunció en Valencia en contra del gobierno de José Tadeo Monagas. Luego de esto Castro inició su marcha hacia Caracas con 5000 hombres mal armados, lo que de inmediato evidenció que el régimen había perdido el apoyo necesario para combatir la insurrección. Monagas envió al general Carlos Luis Castelli en contra de los insurrectos, que fueron inicialmente derrotados en combates menores.
La situación empeoró para Monagas cuando los veteranos que formaban parte de su ejército, desertaron en masa y se incorporaron a los rebeldes o actuaron en forma indecisa, lo que llevó a los rebeldes a duplicar sus tropas cuando llegaron a las afueras de Caracas.
En poco tiempo en las fuerzas que comandaba Julián Castro se encontraron marchando individuos de distintas posturas políticas. En tal sentido, generales liberales como José Laurencio Silva o Carlo Castelli lucharon al lado de antiguos adversarios conservadores como el general León de Febres Cordero.
El golpe de gracia para el régimen de Monagas, fue el hecho de que el Congreso de la República se negara a declarar su apoyo irrestricto a su gobierno. Monagas al comprender que era inútil defender su situación política, decidió renunciar el 15 de marzo, asilándose en el consulado francés. Posteriormente Castro es electo presidente provisional por la Convención Nacional de Valencia en julio de ese mismo año, convirtiendo a la ciudad de Valencia en capital del país. Fue elegido en las elecciones presidenciales de Venezuela de 1858 para elegir al sucesor de Pedro Gual con 92 votos del Congreso, 85,18 % de los sufragios.
Una de las características fundamentales de la Revolución de Marzo fue que se desenvolvió y finalizó de una manera incruenta, debido a que estaba conformada por una coalición política de conservadores y liberales que había nacido únicamente del deseo de derrocar a Monagas, y que luego de conseguirlo se disolvió casi de inmediato. Aunque la revolución encabezada por Julián Castro llegó a su término sin derramamiento de sangre, durante la misma se fueron formando masas de bandoleros y campesinos rebeldes, quienes prepararon el terreno para un conflicto político y social de mayor intensidad: la Guerra Federal.

## La Galipanada
La Galipanada fue un frustrado movimiento revolucionario ocurrido el 17 de agosto de 1858, fue formado por liberales descontentos con el gobierno de Julián Castro. Las hostilidades diplomáticas de Inglaterra y Francia que habían impuesto un bloqueo naval a Venezuela en exigencia del cumplimiento del protocolo Urrutia y la presencia de elementos conservadores en el gobierno de Castro condujeron a planificar una insurrección. La imprudencia de los conspiradores, lo descabellado de sus planes y la excesiva confianza en la impopularidad del régimen, condujeron a que fueran derrotados sin mayores problemas.
El general Carlos Soublette había colocado tropas en la zona del litoral, entre la Catia La Mar y Maiquetía, con lo que derrotó y capturó en las cumbres de Galipán a una columna de los conspiradores que había salido de Caracas, subiendo por el Ávila, hacia La Guaira. El fracaso del movimiento fue calificado como "ridículo sainete", dándosele el nombre de "Galopinada". Los miembros del comité revolucionario fueron detenidos y encarcelados; entre los que se encontraban Antonio Guzmán Blanco y Rafael Agostini.[cita requerida]

## Presidencia
Después de la Revolución de Marzo de 1858, Julián Castro es nombrado como presidente interino de Venezuela el 6 de enero de 1859 hasta que pudieran celebrarse elecciones. Con el inicio de la Guerra Federal, habiendo elecciones cercanas, Castro inicia una serie de maniobras políticas para mantenerse en el poder. El 7 de junio de 1859 Castro renuncia a la presidencia citando razones de enfermedad, dejando en el poder al Manuel Felipe de Tovar, quien conformó un nuevo gobierno de tendencia conservadora. Castro regresa al poder inesperadamente pocos días después, el 13 de junio, provocando la renuncia de los conservadores de su gabinete, quienes son sustituidos por liberales.

## Golpe de Estado de 1859

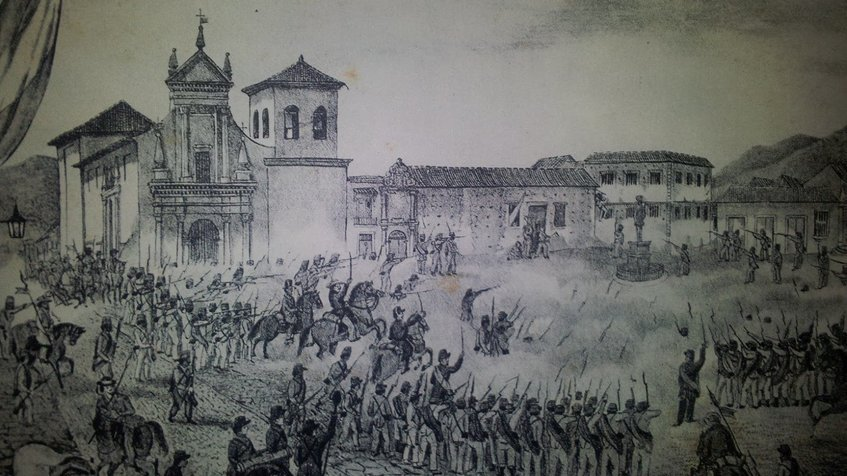
La Sampablera.

Castro posteriormente convocó a una Junta de Notables a su casa de habitación, planteándoles la situación del país. A partir de la reunión circuló el rumor bien fundamentado de que el gobierno asumiría el programa Federal y Revolucionario. El 1 de agosto de 1859 Castro es arrestado por órdenes del comandante de armas de Caracas, Manuel Vicente de las Casas.
La Junta de Notables designa una junta de gobierno provisorio federal a raíz del arresto de Castro, integrada por José Manuel García, Juan de Dios Morales, José Manuel Rivero, Estanislao Rendón y Juan Crisóstomo Hurtado. Como respuesta, Manuel Vicente de las Casas, comienza a organizar un contragolpe y solicita la presencia del vicepresidente Manuel Felipe de Tovar o del designado Pedro Gual, a quienes les correspondía tomar el mando por ley. Aunque se alegaba que la detención de Castro bajo el cargo de traición hacía innecesaria la renuncia al no ejercer la autoridad, Gual insiste en la necesidad de su renuncia y acepta asumir el mando sólo con esa condición con las formalidades requeridas. Castro se niega inicialmente por indignación, pero accede a hacerlo con la mediación del general Carlos Soublette. Castro redactó y firmó su renuncia el 2 de agosto a la 1:00 p. m. (HLV), la cual fue enviada al Congreso Nacional para su discusión. Mientras tanto, Manuel Vicente de las Casas coordina un contragolpe militar en defensa de la Constitución de 1858. En 1860 Julián Castro es enjuiciado por el Congreso de Venezuela en julio de 1860 por traición y enviado al exilio.

## Últimos años
Castro regresó a Venezuela en 1870, poco antes de la Revolución de Abril encabezada por Antonio Guzmán y se incorporó a ella. Es nombrado jefe del Ejército Liberal del Centro por Antonio Guzmán Blanco. Enfrenta la insurrección de Matías Salazar y preside el Consejo de Guerra que nombra Guzmán Blanco para sentenciarlo a muerte, siendo él mismo el que comandara el pelotón encargado de ejecutar la orden. Castro muere en Valencia el 12 de junio de 1875.